# Uniek factorisatiedomein
In de abstracte algebra, een onderdeel van de wiskunde, is een uniek factorisatiedomein een commutatieve ring, waarin de elementen op een unieke manier kunnen worden geschreven als een product van irreducibele of priemelementen, op dezelfde manier dat de gehele getallen in priemgetallen kunnen worden ontbonden.
Een uniek factorisatiedomein is een integriteitsdomein {\displaystyle R} zodanig dat wanneer een element {\displaystyle x\in R} op twee manieren kan worden geschreven als een product van irreducibele elementen in {\displaystyle R}
{\displaystyle x=p_{1}p_{2}\ldots p_{n}=q_{1}q_{2}\ldots q_{m}},
er een bijectie tussen de verzamelingen {\displaystyle \{p_{1},p_{2},\ldots ,p_{n}\}} en {\displaystyle \{q_{1},q_{2},\ldots ,q_{m}\}} is, zodat {\displaystyle m=n} en steeds {\displaystyle p_{i}=q_{j}} of {\displaystyle p_{i}=-q_{j}}. Het aantal keer hierin dat {\displaystyle p_{i}=-q_{j}} moet even zijn, anders kan het niet zo zijn dat {\displaystyle p_{1}p_{2}\ldots p_{n}=q_{1}q_{2}\ldots q_{m}}.
De gehele getallen vormen volgens de hoofdstelling van de rekenkunde een uniek factorisatiedomein, maar ook de gehele getallen van Gauss en van Eisenstein vormen een uniek factorisatiedomein.
Merk op dat een uniek factorisatiedomein voorkomt in de onderstaande hiërarchie:
eindige lichamen/velden ⊂ lichamen/velden ⊂ Euclidische domeinen ⊂ hoofdideaaldomeinen ⊂ unieke factorisatiedomeinen ⊂ integriteitsdomeinen ⊂ commutatieve ringen ⊂ ringen.
Ieder hoofdideaaldomein is een uniek factorisatiedomein, maar het omgekeerde is niet waar.